# Seznam polkov po zaporednih številkah (700. - 749.)
Seznam polkov po zaporednih številkah - polki od 700. do 749.

## 700. polk
Pehotni
- 700. strelski polk (ZSSR)

Artilerijski
- 700. protioklepni artilerijski polk (ZSSR)

## 701. polk
Pehotni
- 701. strelski polk (ZSSR)

Artilerijski
- 701. artilerijski polk (ZSSR)

## 702. polk
Pehotni
- 702. strelski polk (ZSSR)

Artilerijski
- 702. artilerijski polk (ZSSR)
- 702. artilerijski polk (Wehrmacht)

## 703. polk
Pehotni
- 703. strelski polk (ZSSR)

Artilerijski
- 703. artilerijski polk (ZSSR)
- 703. artilerijski polk (Wehrmacht)

## 704. polk
Pehotni
- 704. strelski polk (ZSSR)

Artilerijski
- 704. havbični artilerijski polk (ZSSR)
- 704. artilerijski polk (Wehrmacht)

## 705. polk
Pehotni
- 705. strelski polk (ZSSR)

Artilerijski
- 705. artilerijski polk (ZSSR)
- 705. artilerijski polk (Wehrmacht)

## 706. polk
Pehotni
- 706. strelski polk (ZSSR)
- 706. grenadirski polk (Wehrmacht)

Artilerijski
- 706. lahki artilerijski polk (ZSSR)
- 706. artilerijski polk (Wehrmacht)

## 707. polk
Pehotni
- 707. strelski polk (ZSSR)

Artilerijski
- 707. havbični artilerijski polk (ZSSR)
- 707. artilerijski polk (Wehrmacht)

## 708. polk
Pehotni
- 708. strelski polk (ZSSR)

Artilerijski
- 708. havbični artilerijski polk (ZSSR)
- 708. artilerijski polk (Wehrmacht)

## 709. polk
Pehotni
- 709. strelski polk (ZSSR)
- 709. grenadirski polk (Wehrmacht)

Artilerijski
- 709. havbični artilerijski polk (ZSSR)

## 710. polk
Pehotni
- 710. strelski polk (ZSSR)

Artilerijski
- 710. havbični artilerijski polk (ZSSR)

## 711. polk
Pehotni
- 711. strelski polk (ZSSR)

Artilerijski
- 711. havbični artilerijski polk (ZSSR)

## 712. polk
Pehotni
- 712. strelski polk (ZSSR)
- 712. grenadirski polk (Wehrmacht)

Artilerijski
- 712. protioklepni artilerijski polk (ZSSR)
- 712. artilerijski polk (Wehrmacht)

## 713. polk
Pehotni
- 713. strelski polk (ZSSR)
- 713. grenadirski polk (Wehrmacht)

Artilerijski
- 713. protioklepni artilerijski polk (ZSSR)

## 714. polk
Pehotni
- 714. strelski polk (ZSSR)
- 714. grenadirski polk (Wehrmacht)

Artilerijski
- 714. havbični artilerijski polk (ZSSR)

## 715. polk
Pehotni
- 715. strelski polk (ZSSR)
- 715. grenadirski polk (Wehrmacht)

Artilerijski
- 715. havbični artilerijski polk (ZSSR)

## 716. polk
Pehotni
- 716. strelski polk (ZSSR)
- 716. grenadirski polk (Wehrmacht)

Artilerijski
- 716. havbični artilerijski polk (ZSSR)

## 717. polk
Pehotni
- 717. strelski polk (ZSSR)
- 717. grenadirski polk (Wehrmacht)

Artilerijski
- 717. havbični artilerijski polk (ZSSR)

## 718. polk
Pehotni
- 718. strelski polk (ZSSR)
- 718. pehotni polk (Wehrmacht)
- 718. grenadirski polk (Wehrmacht)

Artilerijski
- 718. havbični artilerijski polk (ZSSR)

## 719. polk
Pehotni
- 719. strelski polk (ZSSR)
- 719. pehotni polk (Wehrmacht)
- 719. grenadirski polk (Wehrmacht)

Artilerijski
- 719. protioklepni artilerijski polk (ZSSR)
- 719. artilerijski polk (Wehrmacht)

## 720. polk
Pehotni
- 720. strelski polk (ZSSR)
- 720. pehotni polk (Wehrmacht)
- 720. grenadirski polk (Wehrmacht)

Artilerijski
- 720. protioklepni artilerijski polk (ZSSR)
- 720. artilerijski polk (Wehrmacht)

## 721. polk
Pehotni
- 721. strelski polk (ZSSR)
- 721. lovski polk (Wehrmacht)
- 721. pehotni polk (Wehrmacht)
- 721. grenadirski polk (Wehrmacht)

Artilerijski
- 721. havbični artilerijski polk (ZSSR)

## 722. polk
Pehotni
- 722. strelski polk (ZSSR)
- 722. pehotni polk (Wehrmacht)
- 722. grenadirski polk (Wehrmacht)

Artilerijski
- 722. havbični artilerijski polk (ZSSR)

## 723. polk
Pehotni
- 723. strelski polk (ZSSR)
- 723. pehotni polk (Wehrmacht)
- 723. grenadirski polk (Wehrmacht)

Artilerijski
- 723. havbični artilerijski polk (ZSSR)

## 724. polk
Pehotni
- 724. strelski polk (ZSSR)
- 724. lovski polk (Wehrmacht)
- 724. pehotni polk (Wehrmacht)

Artilerijski
- 724. protioklepni artilerijski polk (ZSSR)

## 725. polk
Pehotni
- 725. strelski polk (ZSSR)
- 725. pehotni polk (Wehrmacht)

Artilerijski
- 725. lahki artilerijski polk (ZSSR)

## 726. polk
Pehotni
- 726. strelski polk (ZSSR)
- 726. pehotni polk (Wehrmacht)

Artilerijski
- 726. havbični artilerijski polk (ZSSR)

## 727. polk
Pehotni
- 727. strelski polk (ZSSR)
- 727. pehotni polk (Wehrmacht)
- 727. grenadirski polk (Wehrmacht)

Artilerijski
- 727. protioklepni artilerijski polk (ZSSR)

## 728. polk
Pehotni
- 728. strelski polk (ZSSR)
- 728. pehotni polk (Wehrmacht)
- 728. grenadirski polk (Wehrmacht)

Artilerijski
- 728. havbični artilerijski polk (ZSSR)

## 729. polk
Pehotni
- 729. strelski polk (ZSSR)
- 729. pehotni polk (Wehrmacht)
- 729. grenadirski polk (Wehrmacht)

Artilerijski
- 729. havbični artilerijski polk (ZSSR)

## 730. polk
Pehotni
- 730. strelski polk (ZSSR)
- 730. pehotni polk (Wehrmacht)
- 730. grenadirski polk (Wehrmacht)

Artilerijski
- 730. havbični artilerijski polk (ZSSR)

## 731. polk
Pehotni
- 731. strelski polk (ZSSR)
- 731. pehotni polk (Wehrmacht)
- 731. grenadirski polk (Wehrmacht)

Artilerijski
- 731. protioklepni artilerijski polk (ZSSR)

## 732. polk
Pehotni
- 732. strelski polk (ZSSR)
- 732. pehotni polk (Wehrmacht)
- 732. grenadirski polk (Wehrmacht)

Artilerijski
- 732. protiletalski artilerijski polk (ZSSR)

## 733. polk
Pehotni
- 733. strelski polk (ZSSR)
- 733. pehotni polk (Wehrmacht)
- 733. grenadirski polk (Wehrmacht)

Artilerijski
- 733. protiletalski artilerijski polk (ZSSR)

## 734. polk
Pehotni
- 734. strelski polk (ZSSR)
- 734. lovski polk (Wehrmacht)
- 734. pehotni polk (Wehrmacht)
- 734. grenadirski polk (Wehrmacht)

Artilerijski
- 734. protiletalski artilerijski polk (ZSSR)

## 735. polk
Pehotni
- 735. pehotni polk (Wehrmacht)
- 735. strelski polk (ZSSR)

## 736. polk
Pehotni
- 736. strelski polk (ZSSR)
- 736. pehotni polk (Wehrmacht)
- 736. grenadirski polk (Wehrmacht)

Artilerijski
- 736. protiletalski artilerijski polk (ZSSR)

## 737. polk
Pehotni
- 737. strelski polk (ZSSR)
- 737. lovski polk (Wehrmacht)
- 737. pehotni polk (Wehrmacht)
- 737. grenadirski polk (Wehrmacht)

Artilerijski
- 737. protiletalski artilerijski polk (ZSSR)

## 738. polk
Pehotni
- 738. strelski polk (ZSSR)
- 738. lovski polk (Wehrmacht)
- 738. pehotni polk (Wehrmacht)
- 738. grenadirski polk (Wehrmacht)

Artilerijski
- 738. protioklepni artilerijski polk (ZSSR)

## 739. polk
Pehotni
- 739. strelski polk (ZSSR)
- 739. pehotni polk (Wehrmacht)
- 739. grenadirski polk (Wehrmacht)

Artilerijski
- 739. havbični artilerijski polk (ZSSR)

## 740. polk
Pehotni
- 740. strelski polk (ZSSR)
- 740. pehotni polk (Wehrmacht)
- 740. grenadirski polk (Wehrmacht)

Artilerijski
- 740. havbični artilerijski polk (ZSSR)

## 741. polk
Pehotni
- 741. strelski polk (ZSSR)
- 741. pehotni polk (Wehrmacht)
- 741. grenadirski polk (Wehrmacht)

Artilerijski
- 741. protioklepni artilerijski polk (ZSSR)

## 742. polk
Pehotni
- 742. pehotni polk (Wehrmacht)
- 742. grenadirski polk (Wehrmacht)
- 742. strelski polk (ZSSR)

## 743. polk
Pehotni
- 743. strelski polk (ZSSR)
- 743. pehotni polk (Wehrmacht)
- 743. grenadirski polk (Wehrmacht)

Artilerijski
- 743. protioklepni artilerijski polk (ZSSR)

## 744. polk
Pehotni
- 744. pehotni polk (Wehrmacht)
- 744. strelski polk (ZSSR)
- 744. grenadirski polk (Wehrmacht)

Artilerijski
- 744. artilerijski polk (Wehrmacht)

## 745. polk
Pehotni
- 745. strelski polk (ZSSR)
- 745. pehotni polk (Wehrmacht)
- 745. grenadirski polk (Wehrmacht)

Artilerijski
- 745. protioklepni artilerijski polk (ZSSR)

## 746. polk
Pehotni
- 746. pehotni polk (Wehrmacht)
- 746. grenadirski polk (Wehrmacht)
- 746. strelski polk (ZSSR)

Artilerijski
- 746. artilerijski polk (Wehrmacht)

## 747. polk
Pehotni
- 747. strelski polk (ZSSR)
- 747. pehotni polk (Wehrmacht)
- 747. grenadirski polk (Wehrmacht)

Artilerijski
- 747. protioklepni artilerijski polk (ZSSR)

Inženirski/Pionirski
- 747. pionirski polk (Wehrmacht)

## 748. polk
Pehotni
- 748. strelski polk (ZSSR)
- 748. pehotni polk (Wehrmacht)
- 748. grenadirski polk (Wehrmacht)

Artilerijski
- 748. protioklepni artilerijski polk (ZSSR)

## 749. polk
Pehotni
- 749. strelski polk (ZSSR)
- 749. lovski polk (Wehrmacht)
- 749. pehotni polk (Wehrmacht)
- 749. grenadirski polk (Wehrmacht)